# Onderscheidingen in Schaumburg-Lippe
Het kleine vorstendom Schaumburg-Lippe, het had in 1918 45.000 inwoners, heeft een Huisorde, een Orde voor Kunst en Wetenschap en ongeveer zesendertig andere onderscheidingen in de vorm van kruisen, gespen en medailles aan inwoners en vreemdelingen uitgereikt. Na de val van de monarchie in november 1917 heeft de vrijstaat Schaumburg-Lippe, de rechtsopvolger, als reactie op de hoogconjunctuur van het decoratiestelsel in het wilhelminische Duitsland slechts één enkele reddingsmedaille ingesteld.
De ridderorden van Schaumburg Lippe
- Het Erekruis van het gehele Vorstelijke Huis van Lippe, een met Lippe-Detmold gedeelde ridderorde. 1866 - 1890
- De Huisorde 1890 - 1918. De huisorde kende niet minder dan 24 verschillende versierselen[3].
- De Orde voor Kunst en Wetenschap 1899 -1914

De onderscheidingen van Schaumburg Lippe
- De Medaille voor Burgerlijke Verdienste

1830 -1905
- De Medaille voor Burgerlijke Verdienste voor Mannelijk Huispersoneel 1905 - 1918
- De Medaille voor Burgerlijke Verdienste voor Vrouwelijk Huispersoneel 1917 - 1918
- De Medaille voor Burgerlijke Verdienste met de Zilveren Gesp voor Langdurige Dienst in de Brandweer
- De Herinneringsmedaille voor het Zilveren Huwelijk 1907
- De |Reddingsmedaille (Schaumburg-Lippe) 1911 - 1918
- De Medaille van Vorst Adolf aan de Damesstrik 1914 -1918

- Het Gouden Kruis voor 40 Dienstjaren als Dienstbode 1899 - 1918
- Het Gouden Ereteken voor Vijftigjarig Dienstverband 1909 - 1918
- Het Kruis voor Vijftigjarig Dienstverband met Brillanten aan de ring
- Het Gouden Ambtsteken voor Landessuperintendenten

- De Militaire Gedenkmunt voor de Oorlog van 1808-1815 1831
- Het Herdenkingskruis voor de Veldtocht van 1849 1849
- De Medaille voor Militaire Verdienste (Duits: "Militär-Verdienstmedaille") 1850
- De Medaille voor Militaire Verdienste met het randschrift "Düppeler Höhen den 17. April 1849" 1849
- De Medaille voor Militaire Verdienste met gekruiste sabels op het lint 1970 - 1871
- De Medaille voor Militaire Verdienste met het Kruis van Genève op het lint

- Het Kruis voor Trouwe Dienst 1914 - 1918
- Het Kruis voor Trouwe Dienst aan het lint voor non-combattanten 1914 - 1918
- Het Kruis voor Trouwe Dienst als Steckkreuz voor Duitse prinsen 1914 - 1918

- Het Kruis voor Vijftig Jaar Dienst als Officier
- Het Kruis voor Vijfentwintig Jaar Dienst als Officier 1850 -1867

- De Onderscheiding voor 21 Jaar Dienst als Onderofficier
- De Onderscheiding voor 15 Jaar Dienst als Onderofficier
- De Onderscheiding voor 9 Jaar Dienst als Onderofficier

Deze onderscheiding voor onderofficieren was een zogenaamde "Schnalle", een gesp op een klein stukje lint dat op de borst werd gedragen.
De onderscheiding van de Vrijstaat Schaumburg Lippe
- De Reddingsmedaille 1929 - 1934

Na hun machtsgreep maakten de nationaalsocialisten een einde aan de zelfstandigheid van de Duitse staten. Daarmee verviel ook de redingsmedaille. Na de Tweede Wereldoorlog ging het gebied op in Nedersaksen.
De herinnering aan het staatje wordt nog levend gehouden door de voormalige vorstelijke familie die nog steeds in Bückeburg resideert en nog steeds de huisorde verleent. Armin van Lippe, titulair vorst van Lippe, noemt zich de Grootmeester van deze orde. Deze titel wordt door een ander lid van zijn geslacht betwist.